# Governo do Estado do Rio de Janeiro
O Governo do Estado do Rio de Janeiro ou Poder Executivo fluminense é chefiado pelo governador do estado do Rio de Janeiro, Brasil, que é eleito em sufrágio universal em voto direto e secreto pela população do estado para um mandato de 4 anos de duração, podendo ser reeleito para mais um mandato subsequente.
O Palácio Guanabara é, desde 1975, a sede do governo fluminense. Já a residência oficial da governadoria estadual é o Palácio Laranjeiras, ambos situados no bairro de Laranjeiras, Zona Sul da cidade do Rio de Janeiro.
Além do poder executivo, a administração do estado do Rio de Janeiro é composta pelo legislativo, representado pela Assembleia Legislativa do Estado do Rio de Janeiro, e o judiciário, representado pelo Tribunal de Justiça do Estado do Rio de Janeiro.

## Executivo

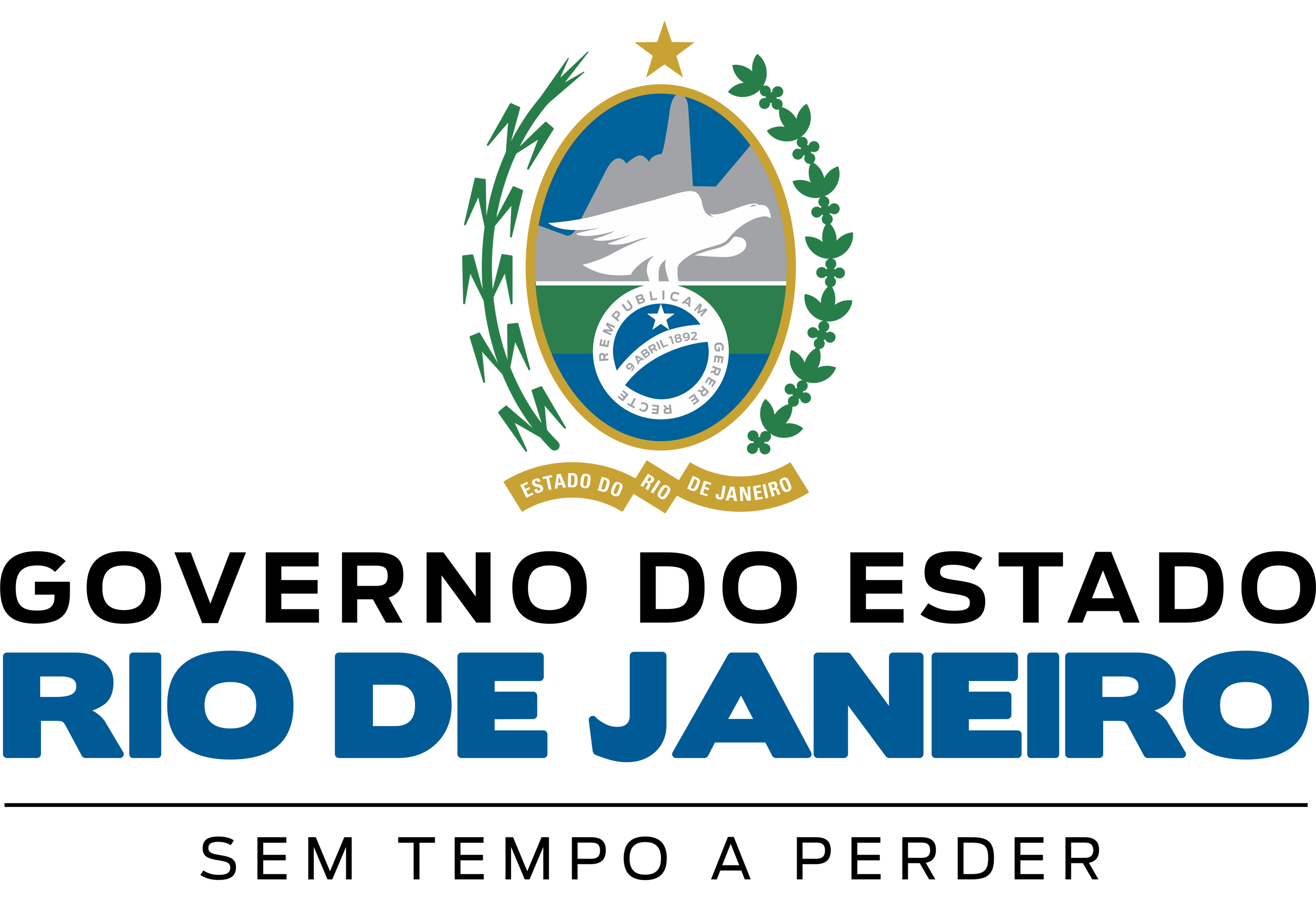
Atual logomarca do governo estadual

### Composição atual
- Governador: Cláudio Castro
- Vice-governador: Thiago Pampolha

O Poder Executivo fluminense é composto por 29 secretarias, incluindo a Procuradoria Geral e a Defensoria Pública do Estado do Rio.
- Secretaria de Estado da Casa Civil e Governança — SECCG
- Secretaria de Estado de Governo e Relações Institucionais — SEGOV
- Secretaria de Estado de Fazenda — SEFAZ
- Secretaria de Estado de Desenvolvimento Econômico, Energia e Relações Internacionais — SEDEERI
- Secretaria de Estado de Infraestrutura e Obras — SEINFRA
- Secretaria de Estado de Polícia Militar — SEPM
- Secretaria de Estado de Polícia Civil — SEPOL
- Secretaria de Estado de Administração Penitenciária — SEAP
- Secretaria de Estado de Defesa Civil e Corpo de Bombeiros Militar — SEDEC
- Secretaria de Estado de Saúde — SES
- Secretaria de Estado de Educação — SEEDUC
- Secretaria de Estado de Ciência, Tecnologia e Inovação — SECTI
- Secretaria de Estado de Transportes — SETRANS
- Secretaria de Estado do Ambiente e Sustentabilidade — SEAS
- Secretaria de Estado de Agricultura, Pecuária, Pesca e Abastecimento — SEAPPA
- Secretaria de Estado de Cultura e Economia Criativa — SECEC
- Secretaria de Estado de Desenvolvimento Social e Direitos Humanos — SEDSDH
- Secretaria de Estado de Esporte, Lazer e Juventude — SEELJE
- Secretaria de Estado de Turismo — SETUR
- Secretaria de Estado de Cidades — SECID
- Secretaria de Estado de Trabalho e Renda — SETRAB
- Secretaria de Estado de Representação do Rio de Janeiro em Brasília — SERRJB
- Secretaria de Estado de Planejamento e Gestão — SEPLAG
- Secretaria de Estado de Assistência à Vítima — SEAVIT
- Secretaria de Estado de Envelhecimento Saudável — SEENVS
- Controladoria Geral do Estado — CGE
- Procuradoria Geral do Estado — PGE
- Defensoria Pública Geral do Estado — DPGE
- Gabinete de Segurança Institucional do Governo — GSI

## Ligações Externas
- Poder Executivo
- Poder Legislativo
- Poder Judiciário
- Governo do Estado do Rio de Janeiro no Facebook